# Хуан Франкија
Хуан Франкија (шп. Juan Francia; 20. март 1897. − 2. октобар 1962) је био професионални аргентински фудбалер. Одиграо је осам мечева за репрезентацију Аргентине у периоду од 1918. па до 1922. године. Франкија је био члан аргентинске репрезентације на Копа Америка 1922.године.

## Достигнућа

### Клуб

#### Државна такмичења
- Куп Никасио Вила − 5. титула

Са Њуелсом: 1918, 1929
Федерална лига: 1920
Росарио централ: 1923, 1930

### Појединачно
- Најбољи стрелац екипе  Копа Америка: 1

Копа Америка 1922. (4 гола)